# Napier & Son

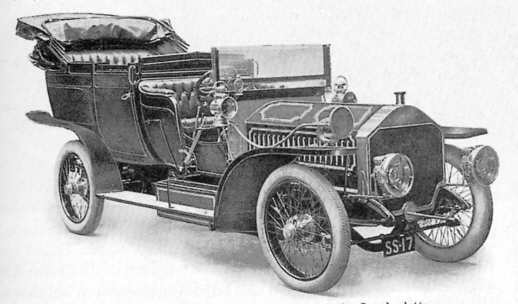
Napier 60 från 1907.

D. Napier & Son Limited är en brittisk motor- och biltillverkare grundad 1808 av David Napier. Under första hälften av 1900-talet var Napier & Son en av de mest betydande tillverkarna av flygmotorer. Motorn Napier Lion, som presenterades efter första världskriget, var under delar av 1920- och 1930-talen den mest kraftfulla flygmotorn i världen. 1942 köpte English Electric upp Napiers flygmotorstillverkning och idag tillverkar företaget främst turboaggregat.

## Uppgifter
- 1918 [3]
  - Ett Napier-flygplan klättrade till en höjd av 30.500 fot på 66 minuter. Vid den här tiden hade ingen människa någonsin skjutit så högt i höjden.
- 1919
  - Ett D.H.-flygplan med Napier-motor vann Aerial Derbyt. Hastighet 129,3 m.p.h.
- 1921
  - Ett Gloster-flygplan med Napier-motor vann Aerial Derbyt. Hastighet 163,4 m.p.h.
- 1922
  - En Napier-motorad Supermarine-flygbåt tog tillbaka Schneider Trophy till Storbritannien med en hastighet av 149 m.p.h.
  - Ett Gloster-flygplan med Napier-motor vann Aerial Derbyt. Hastighet 180 m.p.h.
- 1923
  - Ett Gloster-flygplan med Napier-motor vann Aerial Derbyt. Hastighet 192,4 m.p.h.
- 1926
  - Den första non-stop korsningen av södra Atlanten hav utfört av Commandante Franco, som flyger en Dornier-flygbåt med två Napier-motorer.
  - Första formationsflyget från Kairo till Kapstaden och tillbaka till England. Fyra Fairey-flygplan, var och en utrustad med Napier-motor, tillryggalade 56.000 motormil utan problem. Flygningen från Kairo till Kapstaden och tillbaka har upprepats varje år sedan dess med samma framgång. Napier-motorer valdes vid varje tillfälle.
- 1927
  - Schneider Trophy vann av en Napter-motorad Supermearine-Napier sjöflygplan flögs av Flight-Lieut. S.N. Webster, A.F.C. Hastighet 281,669 m.p.h. Endast två maskiner fullföljde kursen, båda Supermarine-Napier sjöflygplan utrustade med Napier-motorer.
- 1928
  - Den största formationsflygning som någonsin genomförts gjordes med fyra Supermarine-Napier Southampton-flygbåtar, var och en utrustad med två Napier-motorer. Maskinerna flög från England till Australien, runt Australien och tillbaka till Singapore och täckte 180.800 motormil utan mekaniska problem.
- 1929
  - Den första direktflygningen från England till Indien genomfördes med ett Fairey-monoplan försett med Napier-motor. 4.130 mil på 50 timmar 38 minuter.
  - Kabulräddningarna - 600 män, kvinnor och barn fördes till lätthet av Vickers-Napier-flygplan. Maskiner var tvungna att flyga över bergigt land där landning var praktiskt taget omöjlig och allt berodde på motorernas tillförlitlighet.
  - Den framlidne Sir Henry Segrave satte ett nytt hastighetsrekord när han körde sin Irving-Napier-bil över en mil med den otroliga hastigheten 231,36 m.p.h.
  - Kapten Sir Malcolm Campbell set upp världens landhastighetsrekord vid Verneuk Pen med sin Napier-motoriserade bil enligt följande:- över 5 miles, hastighet 211 m.p.h; över 5 kilometer, hastighet 216,55 m.p.h.
  - Världens motorbåtsmästerskap kördes i Miami av framlidne Sir Henry Segrave, som körde Lord Wakefields Napier-motoriserade "Miss England". Med samma båt gjordes sex körningar över den uppmätta milen med en medelhastighet på 92,8 m.p.h.
  - Flyglöjt. G. H. Stainforth, som flög ett Gloster-Napier sjöflygplan, utrustat med Napier-motor, uppnådde en hastighet av 336,3 m.p.h.
- 1931
  - Sir Malcolm Campbell säkrade världens landhastighetsrekord på 246,08 m.p.h. Napier-Campbell "Blue bird" bil var utrustad med en Napier racing aeromotor.
- 1932
  - Den 27 januari satte Mr. Norman (Wizard) Smith upp nytt hastighetsrekord på 10 Mile på Ninety Mile Beach, Nya Zeeland, med sin specialbil med Napier-motor. Medelhastighet 164.084 m.p.h
  - Sir Malcolm Campbell satte upp världens landhastighetsrekord på Daytona med sina Napier-motorer "Bluebirds Car, as följer:- över 1 mil, spec 253.968 m.p.h. , 1 kilometer, hastighet 261.340 m.p.h., 5 kilometer, hastighet 247.941 m.p.h., 5 miles, hastighet 242.751 m.p.h. och över 10 kilometer, hastighet 238.669 m.p.h.